# Zweden op het Eurovisiesongfestival 2013
Zweden nam deel aan het Eurovisiesongfestival 2013, dat in eigen land georganiseerd wordt, in Malmö. Het was de 53ste deelname van het land op het Eurovisiesongfestival. SVT was verantwoordelijk voor de Zweedse bijdrage voor de editie van 2013.

## Selectieprocedure

### Format
De Zweedse bijdrage voor het Eurovisiesongfestival 2013 werd gekozen via Melodifestivalen, dat aan zijn 52ste editie toe was. Enkel de eerste Zweedse bijdrage voor het festival, in 1958, werd niet via de liedjeswedstrijd verkozen. Sveriges Television wijzigde het format amper in vergelijking met 2012. 32 nummers werden vertolkt in de vier halve finales. Het publiek kon per halve finale via televoting twee liedjes doorsturen naar de finale. Na een eerste stemronde gingen de vijf met de meeste stemmen door naar de tweede stemronde zonder daarbij hun stemmen uit die ronde te verliezen. Na de tweede stemronde vloog de nummer 5 eruit; de nummers 3 en 4 gingen naar de tweedekansronde en de nummers 1 en 2 gingen naar de finale. In de tweedekansronde namen de acht kandidaten het tegen elkaar op in duels, tot er nog twee artiesten overbleven. Deze twee mochten ook door naar de finale. In de finale werden de internationale vakjury's geïntroduceerd, die 50 % van de stemmen bepaalden. De rest werd bepaald door het publiek.
Geïnteresseerden kregen tot 18 september 2012 de tijd om een nummer in te zenden. Sveriges Television ontving in totaal 2.549 nummers, oftewel 936 minder dan een jaar eerder. Auteurs mochten immers niet langer liedjes insturen die ze de vorige jaren al eens hadden aangeboden. Het cumulerend effect van deze recyclage viel dus weg, wat de grote daling verklaart. In tegenstelling tot de voorbijgaande jaren werd er dit jaar geen internetselectie georganiseerd om een ticket uit te reiken voor Melodifestivalen. In plaats daarvan ging de winnaar van Svensktoppen Nästa rechtstreeks door naar Melodifestivalen.
Robin Stjernberg won uiteindelijk de finale. Hij haalde het in van Yohio en Ulrik Munther. Opvallend is dat het de eerste keer was dat iemand die zich niet rechtstreeks kon kwalificeren voor de finale, maar via de herkansing zijn plaats moest afdwingen, de wedstrijd uiteindelijk won.

### Reglementswijzigingen
De inschrijving dit jaar was opgedeeld in twee categorieën: de eerste voor de reguliere componisten en tekstschrijvers, de tweede voor nieuwkomers, die nog nooit eerder een nummer hadden uitgebracht. SVT ontving 1.902 inzendingen van de reguliere inzendingen en 647 stuks van de nieuwkomers. Vervolgens ging een selectiecomité aan de slag, dat vijftien nummers selecteerde uit de reguliere inzendingen. Het selectiecomité bestond uit zeven mannen en acht vrouwen, allen tussen 17 en 46 jaar oud. Hierin zaten zowel muziekkenners als personen met een niet-muziekgerelateerd beroep. Het comité werd voorgezeten door Martin Österdahl, de executive producer van Melodifestivalen.
Eén ticket was weggelegd voor een artiest die nog nooit eerder een nummer had uitgebracht. Daarnaast was er nog één wild card voor Terese Fredenwall, die in augustus 2012 Svensktoppen Nästa won, wat haar een startbewijs opleverde voor Melodifestivalen. Aangezien de finale van deze wedstrijd plaatsvond voor 1 september, mocht Fredenwall niet aantreden met Drop the fight, het nummer waarmee ze Svensktoppen Nästa won. Later koos ze om met het nummer Breaking the silence aan te treden. De overige vijftien tickets voor Melodifestivalen 2013 werden op verzoek van SVT aangeleverd.
De grootste reglementswijziging bestond erin dat het systeem van de tweedekansronde gewijzigd werd. Tot nu toe waren er vier duels, gevolgd door twee duels met de winnaars van de eerste ronde. De winnaars van de twee eindduels mochten door naar de finale van Melodifestivalen. Hier kwam echter veel kritiek op, aangezien door loting bepaald werd wie tegen wie zou uitkomen in de duels, waardoor het vaak voorkwam dat sterke nummers tegen elkaar uitgespeeld werden. Vanaf dit jaar werden de acht deelnemers aan de tweedekansronde eerst aan de televoting onderworpen. De nummers vijf tot acht werden meteen geëlimineerd. De nummer één werd vervolgens in een duel met nummer vier gezet, de nummer twee nam het vervolgens op tegen de nummer drie. De winnaars van deze twee duels kwalificeerden zich als vanouds voor de finale van Melodifestivalen.

### Presentatoren en locaties
Eind oktober werden de titels en componisten bekendgemaakt. De bijbehorende artiesten werden in november bekendgemaakt. Op 24 oktober werd duidelijk dat de Zweedse nationale preselectie zou worden gepresenteerd door Gina Dirawi en Danny Saucedo. Dirawi presenteerde ook in 2012 Melodifestivalen, en leverde samen met Edward af Sillén commentaar tijdens het Eurovisiesongfestival 2012. Danny Saucedo werd in 2009 met de boysband E.M.D. derde tijdens Melodifestivalen. In 2011 en 2012 probeerde hij het solo, en eindigde hij telkens op de tweede plaats. Met de keuze voor de 22-jarige Gina Dirawi en de 26-jarige Danny Saucedo koos SVT voor het jongste presentatieduo in de geschiedenis van Melodifestivalen.
Het was de twaalfde editie van Melodifestivalen sinds er geopteerd werd voor een nationale preselectie die over meerdere halve finales, een tweedekansronde en een grote finale loopt. Zoals steeds werd elke show in een andere stad georganiseerd. De finale werd traditiegetrouw gehouden in hoofdstad Stockholm, maar voor het eerst sinds 2001 werd deze niet in de Ericsson Globe gehouden, maar in de Friends Arena, een nieuw voetbalstadion dat tijdens de finale plaats bood aan 28.000 toeschouwers. Hiermee was de finale van Melodifestivalen 2013 de grootste nationale finale in de geschiedenis van het Eurovisiesongfestival. Het Eurovisiesongfestival 2013 werd georganiseerd in de Malmö Arena, waar ook de vierde voorronde van Melodifestivalen 2013 werd georganiseerd en die plaats biedt aan zo'n 15.000 toeschouwers.

### Schema
| Datum            | Stad       | Plaats              | Ronde               |
| ---------------- | ---------- | ------------------- | ------------------- |
| 2 februari 2013  | Karlskrona | Telenor Arena       | Eerste halve finale |
| 9 februari 2013  | Göteborg   | Scandinavium        | Tweede halve finale |
| 16 februari 2013 | Skellefteå | Kraft Arena         | Derde halve finale  |
| 23 februari 2013 | Malmö      | Malmö Arena         | Vierde halve finale |
| 2 maart 2013     | Karlstad   | Löfbergs Lila Arena | Tweedekansronde     |
| 9 maart 2013     | Stockholm  | Friends Arena       | Finale              |

## Melodifestivalen 2013

### Eerste halve finale
2 februari 2013
| Volgorde | Artiest                | Lied                         |
| -------- | ---------------------- | ---------------------------- |
| 1        | David Lindgren         | Skyline                      |
| 2        | Cookies 'N' Beans      | Burning flags                |
| 3        | Jay-Jay Johanson       | Paris                        |
| 4        | Mary N'diaye           | Gosa                         |
| 5        | Eric Gadd              | Vi kommer aldrig att förlora |
| 6        | Yohio                  | Heartbreak hotel             |
| 7        | Anna Järvinen          | Porslin                      |
| 8        | Michael Feiner & Caisa | We're still kids             |

### Tweede halve finale
9 februari 2013
| Volgorde | Artiest                      | Lied                                 |
| -------- | ---------------------------- | ------------------------------------ |
| 1        | Anton Ewald                  | Begging                              |
| 2        | Felicia Olsson               | Make me no. 1                        |
| 3        | Joacim Cans                  | Annelie                              |
| 4        | Swedish House Wives          | On top of the world                  |
| 5        | Erik Segerstedt & Tone Damli | Hello goodbye                        |
| 6        | Louise Hoffsten              | Only the dead fish follow the stream |
| 7        | Rikard Wolff                 | En förlorad sommar                   |
| 8        | Sean Banan                   | Copacabanana                         |

### Derde halve finale
16 februari 2013
| Volgorde | Artiest            | Lied                     |
| -------- | ------------------ | ------------------------ |
| 1        | Eddie Razaz        | Alibi                    |
| 2        | Elin Petersson     | Island                   |
| 3        | Ravaillacz         | En riktig jävla schlager |
| 4        | Amanda Fondell     | Dumb                     |
| 5        | Martin Rolinski    | In and out of love       |
| 6        | Caroline af Ugglas | Hon har inte             |
| 7        | State of Drama     | Falling                  |
| 8        | Janet Leon         | Heartstrings             |

### Vierde halve finale
23 februari 2013
| Volgorde | Artiest           | Lied                    |
| -------- | ----------------- | ----------------------- |
| 1        | Army of Lovers    | Rockin' the ride        |
| 2        | Lucia Pinera      | Must be love            |
| 3        | Robin Stjernberg  | You                     |
| 4        | Sylvia Vrethammar | Trivialitet             |
| 5        | Ralf Gyllenhammar | Bed on fire             |
| 6        | Behrang Miri      | Jalla dansa salwa       |
| 7        | Terese Fredenwall | Breaking the silence    |
| 8        | Ulrik Munther     | Tell the world I'm here |

### Tweedekansronde
2 maart 2013
| Volgorde | Artiest                      | Lied                         |
| -------- | ---------------------------- | ---------------------------- |
| 1        | Robin Stjernberg             | You                          |
| 2        | Eric Gadd                    | Vi kommer aldrig att förlora |
| 3        | Caroline af Ugglas           | Hon har inte                 |
| 4        | Behrang Miri                 | Jalla dansa salwa            |
| 5        | Erik Segerstedt & Tone Damli | Hello goodbye                |
| 6        | Anton Ewald                  | Begging                      |
| 7        | Cookies 'N' Beans            | Burning flags                |
| 8        | Martin Rolinski              | In and out of love           |

| Eerste duel |                                  |         |
|             |                                  |         |
| 1           | Behrang Miri - Jalla dansa salwa | 82.896  |
| 2           | Anton Ewald - Begging            | 105.890 |

| Tweede duel |                                      |        |
|             |                                      |        |
| 1           | Robin Stjernberg - You               | 98.105 |
| 2           | Martin Rolinski - In and out of love | 95.930 |

### Finale
9 maart 2013
| Plaats | Artiest           | Lied                                 | Jury | Publiek | Totaal |
| ------ | ----------------- | ------------------------------------ | ---- | ------- | ------ |
| 1      | Robin Stjernberg  | You                                  | 91   | 75      | 166    |
| 2      | Yohio             | Heartbreak hotel                     | 30   | 103     | 133    |
| 3      | Ulrik Munther     | Tell the world I'm here              | 82   | 44      | 126    |
| 4      | Anton Ewald       | Begging                              | 49   | 59      | 108    |
| 5      | Louise Hoffsten   | Only the dead fish follow the stream | 36   | 49      | 85     |
| 6      | Sean Banan        | Copacabanana                         | 37   | 41      | 78     |
| 7      | Ralf Gyllenhammar | Bed on fire                          | 33   | 40      | 73     |
| 8      | David Lindgren    | Skyline                              | 57   | 12      | 69     |
| 9      | State of Drama    | Falling                              | 50   | 18      | 68     |
| 10     | Ravaillacz        | En riktig jävla schlager             | 8    | 32      | 40     |

## In Malmö
Door de zege van Loreen in 2012 mocht Zweden automatisch deelnemen aan de finale, op zaterdag 18 mei 2013. Op 18 maart, ter gelegenheid van een meeting van de delegatieleiders van alle deelnemende landen, werd de startpositie van het gastland geloot: Robin Stjernberg zou als zestiende van 26 deelnemers aan de beurt komen. In de finale eindigde Zweden uiteindelijk als 14de.